# Nederland op het Eurovisiesongfestival 2003
Nederland nam deel aan het Eurovisiesongfestival 2003 in de Letse hoofdstad Riga. Het was de 44ste deelname van het land aan het Eurovisiesongfestival. De NOS was verantwoordelijk voor de Nederlandse bijdrage.

## Selectieprocedure
Het Nationaal Songfestival van 2003 kende vier voorrondes en een finale. In elke voorronde traden acht artiesten aan, waarbij een vakjury en televoting telkens bepaalden welke twee artiesten doorgingen naar de finale. De finale werd op 1 maart 2003 gehouden in Ahoy' in Rotterdam en werd gepresenteerd door Loes Luca.
| Volgorde | Artiest              | Lied                    | Punten | Plaats |
| -------- | -------------------- | ----------------------- | ------ | ------ |
| 1        | Mango Nuts           | Time to party           | 31     | 6      |
| 2        | Mary Amora           | Somewhere by the river  | 28     | 7      |
| 3        | Bert Heerink & Manou | Blue skies are for free | 50     | 5      |
| 4        | Gordon               | I'll be your voice      | 123    | 2      |
| 5        | Esther Hart          | One more night          | 165    | 1      |
| 6        | Ebonique             | Heatwave                | 63     | 4      |
| 7        | Arwin Kluft          | Turiddu                 | 87     | 3      |
| 8        | Zooom                | Boogie                  | 13     | 8      |

## In Riga
Nederland moest tijdens het Eurovisiesongfestival als veertiende van 26 landen aantreden, na Israël en voor het Verenigd Koninkrijk. Op het einde van de puntentelling bleek dat Esther Hart op de dertiende plaats was geëindigd met een totaal van 45 punten. België had acht punten over voor de Nederlandse inzending.

### Gekregen punten
| 12 punten                      | 10 punten | 8 punten | 7 punten                         | 6 punten              |
| ------------------------------ | --------- | -------- | -------------------------------- | --------------------- |
|                                | - Rusland | - België | - Malta                          |                       |
| 5 punten                       | 4 punten  | 3 punten | 2 punten                         | 1 punt                |
| - Ierland - Noorwegen - Zweden |           |          | - Bosnië en Herzegovina - Israël | - Verenigd Koninkrijk |

### Punten gegeven door Nederland
Punten gegeven in de finale:
| 12 punten | Turkije    |
| 10 punten | België     |
| 8 punten  | Oostenrijk |
| 7 punten  | Noorwegen  |
| 6 punten  | IJsland    |
| 5 punten  | Spanje     |
| 4 punten  | Polen      |
| 3 punten  | Zweden     |
| 2 punten  | Duitsland  |
| 1 punt    | Rusland    |

1956 · 1957 · 1958 · 1959 · 1960 · 1961 · 1962 · 1963 · 1964 · 1965 · 1966 · 1967 · 1968 · 1969 · 1970 · 1971 · 1972 · 1973 · 1974 · 1975 · 1976 · 1977 · 1978 · 1979 · 1980 · 1981 · 1982 · 1983 · 1984 · 1985 · 1986 · 1987 · 1988 · 1989 · 1990 · 1991 · 1992 · 1993 · 1994 · 1995 · 1996 · 1997 · 1998 · 1999 · 2000 · 2001 · 2002 · 2003 · 2004 · 2005 · 2006 · 2007 · 2008 · 2009 · 2010 · 2011 · 2012 · 2013 · 2014 · 2015 · 2016 · 2017 · 2018 · 2019 · 2020 · 2021 · 2022 · 2023 · 2024 · 2025